# На захист прав жінок
На захист прав жінок (англ. A Vindication of the Rights of Woman: with Strictures on Political and Moral Subjects, 1792) — класична робота британської феміністки XVIII століття Мері Волстонкрафт, одна з найраніших робіт феміністської філософії, де обстоюються права жінок на освіту та моральна повноцінність їх як людських істот. Книга була сприйнята патріархатними сучасниками з великим спротивом, Волстонкрафт критикували протягом усього її життя і після смерті, але ця робота стала тригером європейського феміністського руху.
У книзі Волстонкрафт вступає в полеміку з теоретиками освіти та політики XVIII століття, які вважали, що жінки не повинні здобувати освіту, аргументуючи тим, що жінки відповідно до їх становища у суспільстві й значенням для нації, оскільки вони виховують дітей, повинні мати повноцінну освіту і можуть бути «товаришами» для чоловіків, а не просто дружинами. Замість того, щоб сприймати жінок як прикрасу суспільства або майно, яким можна торгувати у вигляді видачі в шлюб, Волстонкрафт стверджує, що жінки є людськими істотами, які заслуговують тих же основних прав, що і чоловіки.
«На захист прав жінок» була написана після ознайомлення Волстонкрафт з доповіддю Шарля Моріса де Талейран-Перигора 1791 року для французьких Національних зборів, де зазначалося, що жінки повинні отримувати тільки домашню освіту. Використавши свої коментарі цієї події для розгортання широкої критики подвійних стандартів щодо статей і викриття пропагування чоловіками хибної ідеї, ніби жінки надмірно віддаються емоціям, Волстонкрафт написала працю поспіхом, безпосередньо реагуючи на поточні події; мала намір створити вдумливіший другий том, але померла до його завершення.
Хоча Волстонкрафт закликала до рівності між чоловіками й жінками в певних сферах життя, таких як мораль, вона не стверджувала явно, що чоловіки й жінки рівні. Її заяви були продуктом її часу, але, в кожному випадку, стали поштовхом розвитку британського і світового суфражизму та фемінізму.
Один з біографів Мері Волстонкрафт назвав роботу «мабуть, найоригінальнішою книгою століття [Волстонкрафт]». Робота стала її найвідомішою літературною працею.